# Банти, Гвидо
Гвидо Банти (1852, Монтополи-ин-Валь-д'Арно — 1925, Флоренция) — итальянский патолог.
Начиная с 1883 года возглавлял больницу Санта-Мариа Нуова во Флоренции, с 1895 года преподавал анатомию в Университете Флоренции, а затем основал Istituto di Anatomia Patologica. Первым описал болезнь, названную его именем (болезнь Банти), опубликовал обширные этиологические исследования о таких заболеваниях, как эндокардит и нефрит (1895), болезнях легких (1902) и оставшийся незавершённым труд об общей патологии (1907—1911).
Банти также активно занимался вопросами социальной медицины и общественного здравоохранения и гигиены, изучая вспышки брюшного тифа и других инфекций, передающихся через воду.